# Daniele Nardello

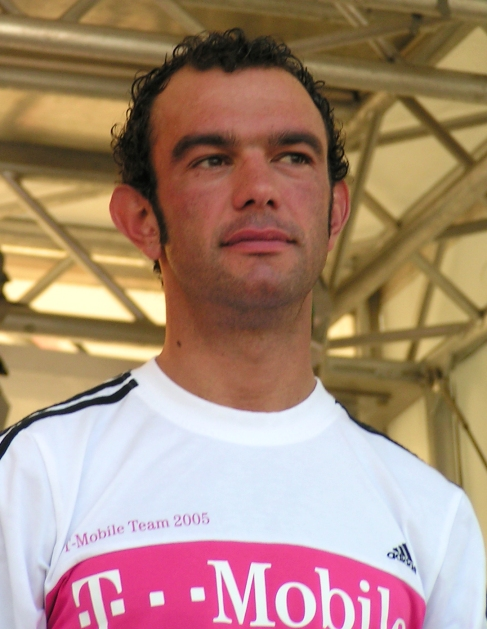
Daniele Nardello a la Volta a Alemanya 2006

Daniele Nardello (Varese, 2 d'agost de 1972) va ser un ciclista italià, que fou professional entre 1994 i 2009. En el seu palmarès destaquen vint-i-sis victòries, destacant dues etapes de la Volta a Espanya, una al Tour de França i un campionat nacional en ruta. Es retirà en finalitzar el Tour de Flandes de 2009, passant a desenvolupar a partir d'aquell moment tasques de director esportiu al Fuji-Servetto. Posteriorment va exercir tasques directives als equips Geox-TMC i Orica-GreenEDGE. El seu pare, Primo Nardello, també fou ciclista professional.

## Palmarès
- 1992
  - 1r a la Coppa Colli Briantei
- 1995
  - 1r a la París-Bourges
- 1996
  - 1r a la Milà-Torí
  - Vencedor d'una etapa de la Volta a Espanya
  - Vencedor d'una etapa del Circuit de La Sarthe
- 1997
  - 1r a la Volta a Àustria i vencedor de 2 etapes
  - 1r al Critèrium dels Abruços
- 1998
  - Vencedor d'una etapa del Tour de França
  - Vencedor d'una etapa del Gran Premi Guillem Tell
- 1999
  - 1r a la París-Bourges
  - Vencedor d'una etapa de la Volta a Espanya
- 2000
  - 1r al Circuit Franco-Belga
  - 1r al Tour du Haut-Var
  - 1r al Duo Normand (amb László Bodrogi)
  - 1r al Trofeu Laigueglia
  - Vencedor d'una etapa de la Volta a Àustria
- 2001
  -  Campió d'Itàlia en ruta
  - 1r al Tour du Haut-Var
  - Vencedor d'una etapa de la Volta a Àustria
- 2002
  - 1r a la Coppa Bernocchi
- 2003
  - 1r al Campionat de Zúric
  - 1r a la Rheinland-Pfalz Rundfahrt i vencedor d'una etapa
  - Vencedor d'una etapa del Tour de Hessen

### Resultats al Tour de França
- 1997. 18è de la classificació general
- 1998. 8è de la classificació general. Vencedor d'una etapa
- 1999. 7è de la classificació general
- 2000. 10è de la classificació general
- 2001. 57è de la classificació general
- 2003. 25è de la classificació general
- 2004. 48è de la classificació general
- 2005. 55è de la classificació general

### Resultats a la Volta a Espanya
- 1996. 15è de la classificació general. Vencedor d'una etapa
- 1999. 23è de la classificació general. Vencedor d'una etapa
- 2005. 44è de la classificació general
- 2006. 50è de la classificació general

### Resultats al Giro d'Itàlia
- 1995. 53è de la classificació general
- 2002. 42è de la classificació general
- 2005. Abandona (11a etapa)
- 2008. 46è de la classificació general